# Elaeagnus triflora
Espèce
Elaeagnus triflora est une espèce de la famille des Elaeagnaceae. Il est dénommé millaa millaa dans le langage des aborigènes australiens. Son aire de répartition naturelle comprend Taïwan, la Malaisie et l'État australien du Queensland.

## Description
Elaeagnus triflora est une plante grimpante,. 

## Liste des sous-espèces et variétés
Selon GBIF (19 octobre 2024) :
- Elaeagnus triflora subsp. tetragonia Merr. & L.M.Perry
- Elaeagnus triflora subsp. triflora
- Elaeagnus triflora var. brevilimbatus E.'t Hart
- Elaeagnus triflora var. triflora

## Systématique
Le nom correct complet (avec auteur) de ce taxon est Elaeagnus triflora Roxb..
Elaeagnus triflora a pour synonymes :
- Elaeagnus alingaro Schltdl.
- Elaeagnus angustifolia Blanco
- Elaeagnus cumingii subsp. perrottetii Servett.
- Elaeagnus cumingii subsp. philippensis (Perr.) Servett.
- Elaeagnus cumingii Schltdl.
- Elaeagnus cuprea Elmer
- Elaeagnus cuprea Elmer ex Merr.
- Elaeagnus ferruginea subsp. sumatrana Servett.
- Elaeagnus ferruginea var. atrovirens Servett.
- Elaeagnus ferruginea var. richardia Servett.
- Elaeagnus ferruginea Rich.
- Elaeagnus latifolia var. triflora (Roxb.) Schltdl.
- Elaeagnus latifolia A.Rich.
- Elaeagnus perrottetii Schltdl.
- Elaeagnus philippensis Merr.
- Elaeagnus philippensis Perr.
- Elaeagnus philippinensis Perr.
- Elaeagnus rigida Blume
- Elaeagnus rostrata Servett.
- Elaeagnus triflora subsp. obsoleta Servett.
- Elaeagnus triflora subsp. polymorpha Servett.
- Elaeagnus triflora subsp. rigida Servett.
- Elaeagnus triflora subsp. tetragonia Servett.
- Elaeagnus triflora var. brevipes Servett.
- Elaeagnus triflora var. longipes Servett.
- Elaeagnus zollingeri Servett.